# Haraldus Askebom
Haraldus Askebom, född 1651 i Slaka församling, Östergötlands län, död 25 april 1699 i Östra Husby församling, Östergötlands län, var en svensk präst.

## Biografi
Haraldus Askebom döptes 26 januari 1651 på Aska i Slaka socken. Han var son till bonden Torsten Eriksson och Elin Haraldsdotter. Askebom blev 1671 student vid Uppsala universitet, skrevs in i universitetsmatrikeln 22 juni 1672 och promoverades till filosofie magister 12 december 1682. Han prästvigdes 15 april 1685 till kyrkoherde i Östra Husby församling och blev samma år prost. Askebom var preses vid prästmötet 1689. Han avled 1699 i Östra Husby socken. Ett porträtt av Askebom finns i Östra Husby kyrkas sakristia och en minnestavla i vapenhuset.
Askebom var riksdagsman vid riksdagen 1697.

### Familj
Askebom gifte sig första gången 6 juli 1682 med Anna Langelius (1663–1693). Hon var dotter till kyrkoherden Nicolaus Langelius och Anna Lundius. De fick tillsammans barnen Anna Askebom som var gift med kyrkoherden Magnus Livin i Södra Vi församling och kyrkoherden Laurentius Malm i Södra Vi församling, Nils Askebom (1686–1695), tullinspektorn Johan Askebom (född 1688) i Nyköping, Helena Askebom som var gift med kyrkoherden Nils Agelin i Målilla församling och kyrkoherden Nicolaus Sjöstedt i Höreda församling och Elisabeth Askebom som var gift med kollegan Erik Duræus i Linköping och kyrkoherden Magnus Boræn i Misterhults församling.
Askebom gifte sig andra gången 4 april 1695 med Rebecca Löfgren (1664–1716). Hon var dotter till domprosten Petrus Simonius Löfgren och Apollonia Danckward i Linköping. Rebecca Löfgren hade tidigare varit gift med borgmästaren Johan Cedermark i Söderköping. De fick tillsammans barnen Daniel Askebom (1696–1700) och referendarien Samuel Askebom (1697–1734) i Kammarkollegium. Efter Askeboms död gifte Löfgren om sig med översten Johan Drakenberg i Karlskrona.